# ملعب جيليت
ملعب جيليت هو ملعب متعدد الاستخدام يقع في مدينة فوكسبوروه، ماساتشوسيتس، الولايات المتحدة . غالباً ما يتم استخدامه لمباريات كرة القدم الأمريكية وكرة القدم. يسع الملعب لجلوس 68,756 متفرج. يعتبر الملعب الرسمي الذي يخوض فيه فريق نيوإنجلاند بيتريوتس المنافس في دوري كرة القدم الأمريكية ونادي نيو إنجلاند ريفولوشن مبارياته في الدوري الأمريكي لكرة القدم. تم افتتاح الملعب في 11 مايو 2002.

## صور من الملعب

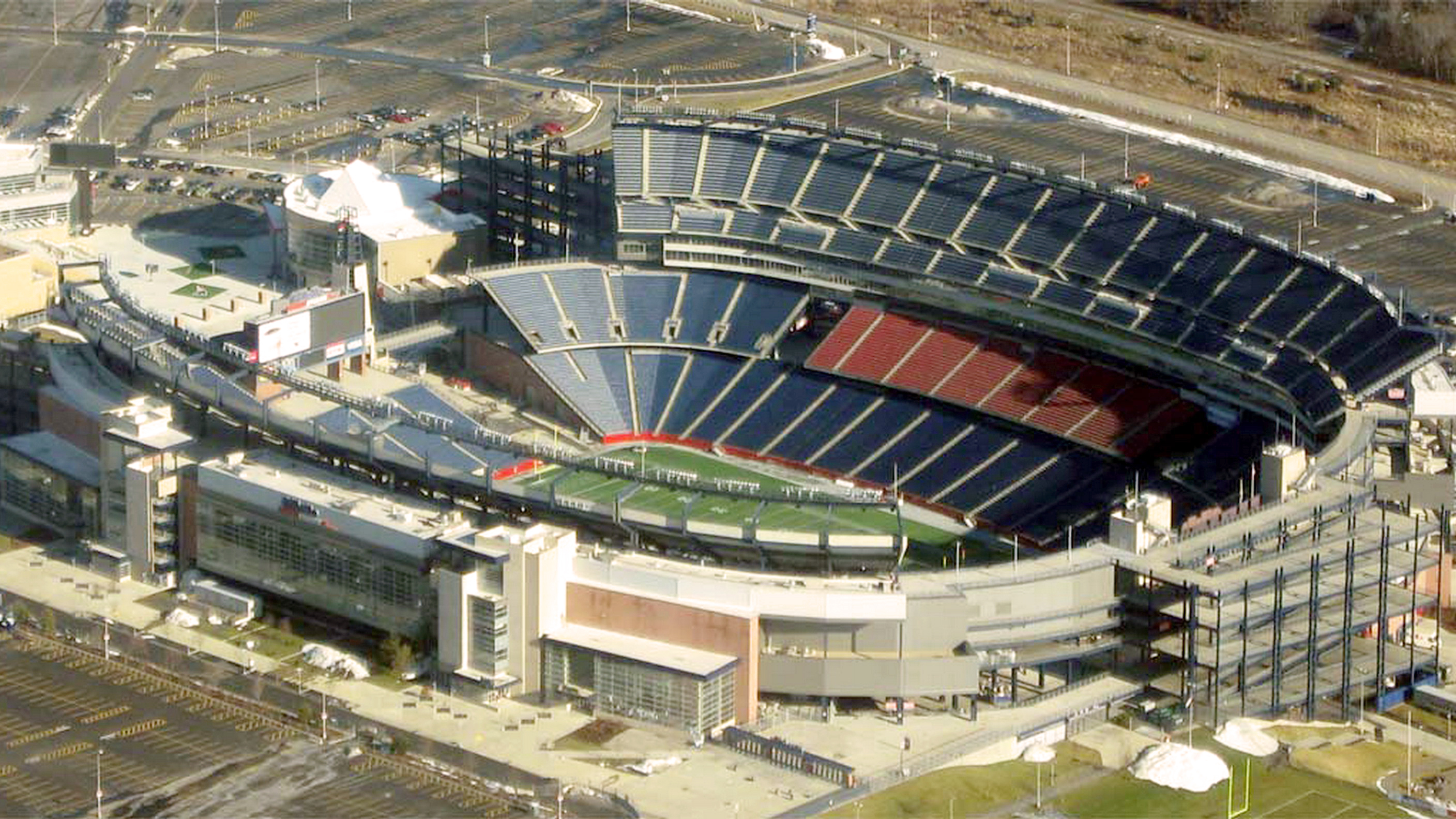
صورة لملعب جيليت ملتقطة من الجو.
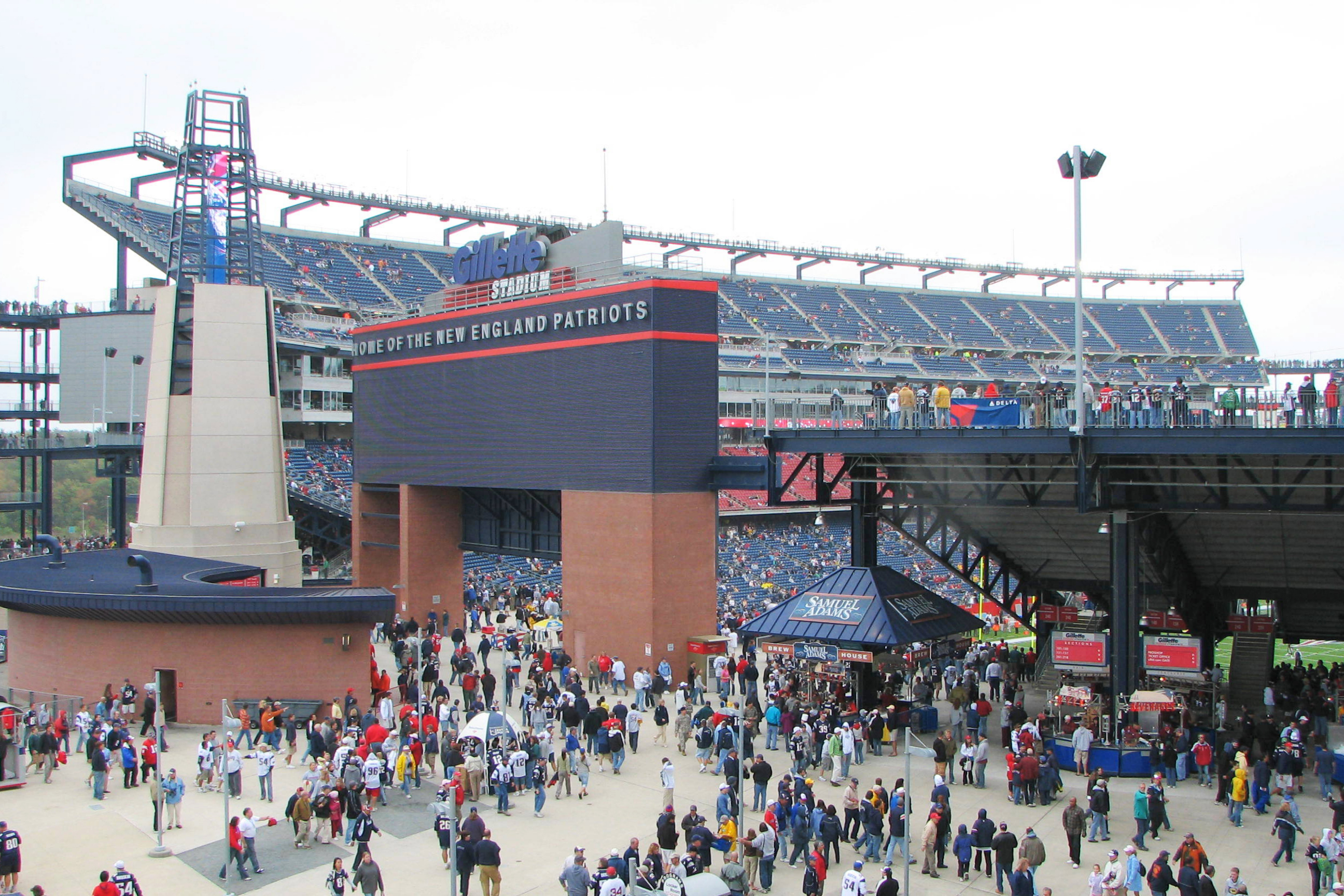
جماهير نيوإنجلاند بيتريوتس تتوجه إلى الملعب قبل المباراة.
صورة لملعب جيليت خلال مباراة نيو إنجلاند ريفولوشن مع شيكاغو فاير في الدوري الأمريكي لكرة القدم.
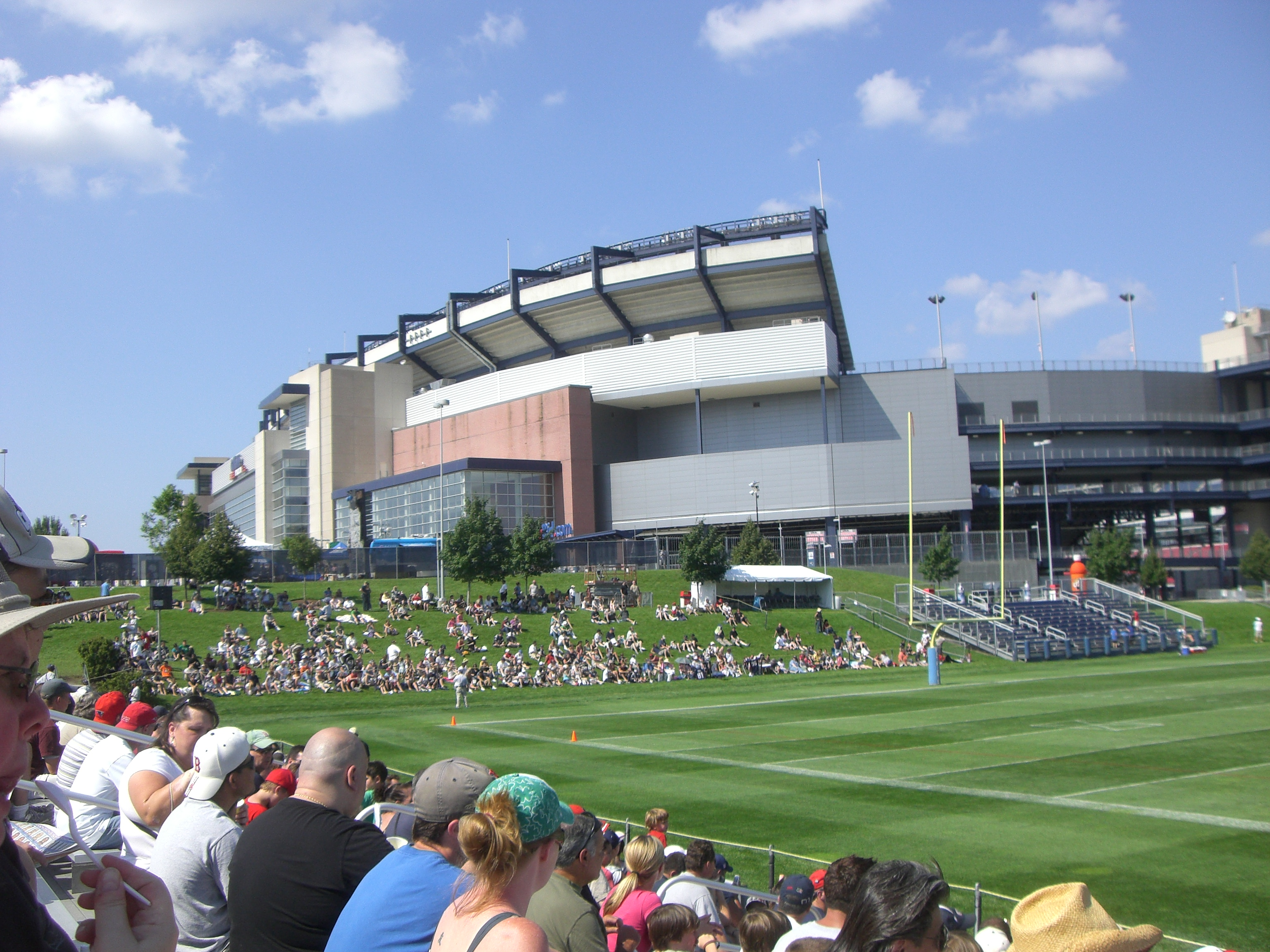
الجماهير تشاهد تدريبات فريق نيوإنجلاند بيتريوتس في الملعب التدريبي خارج ملعب جيليت.
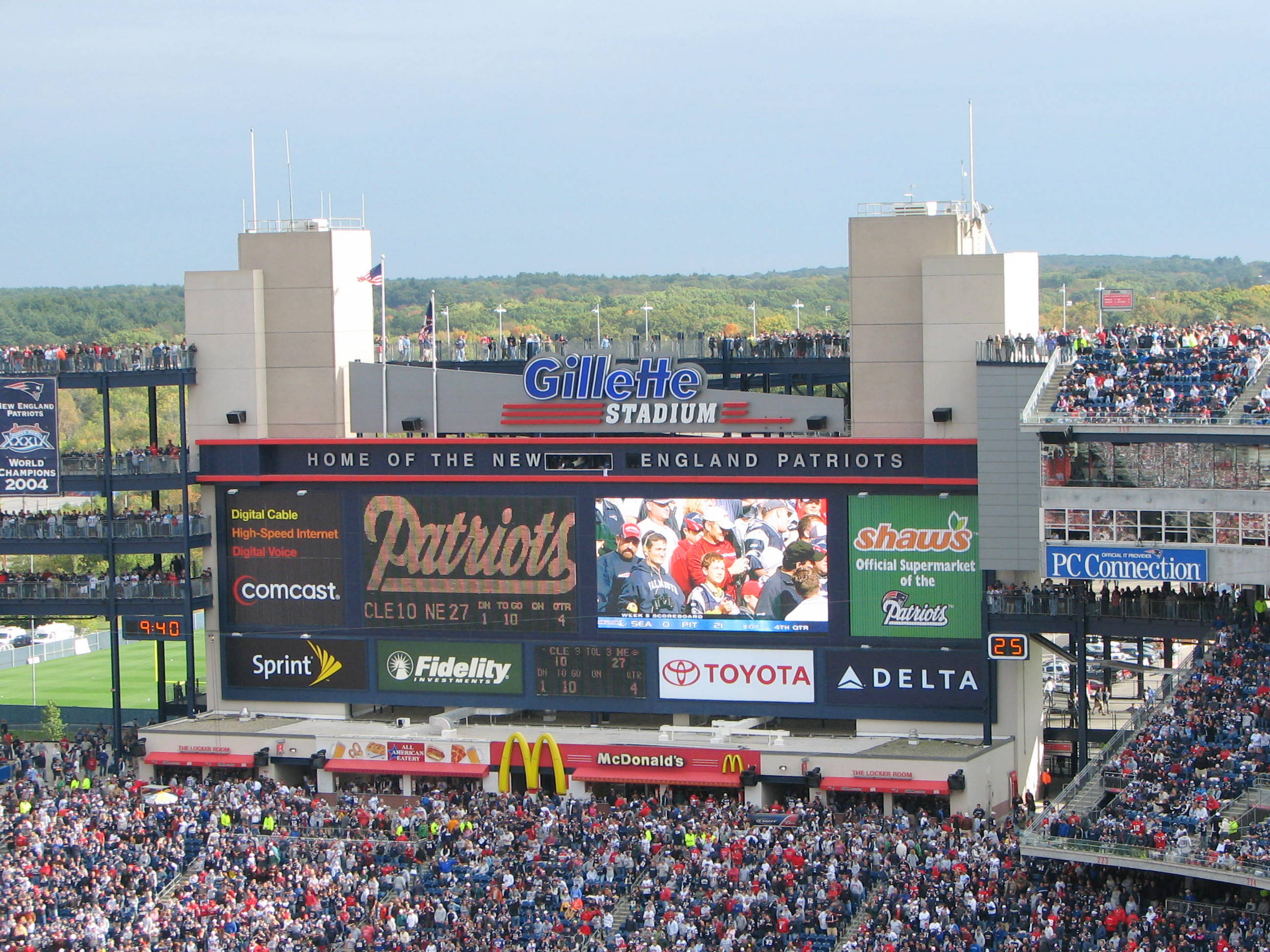
شاشة الملعب خلال مباراة نيوإنجلاند بيتريوتس.
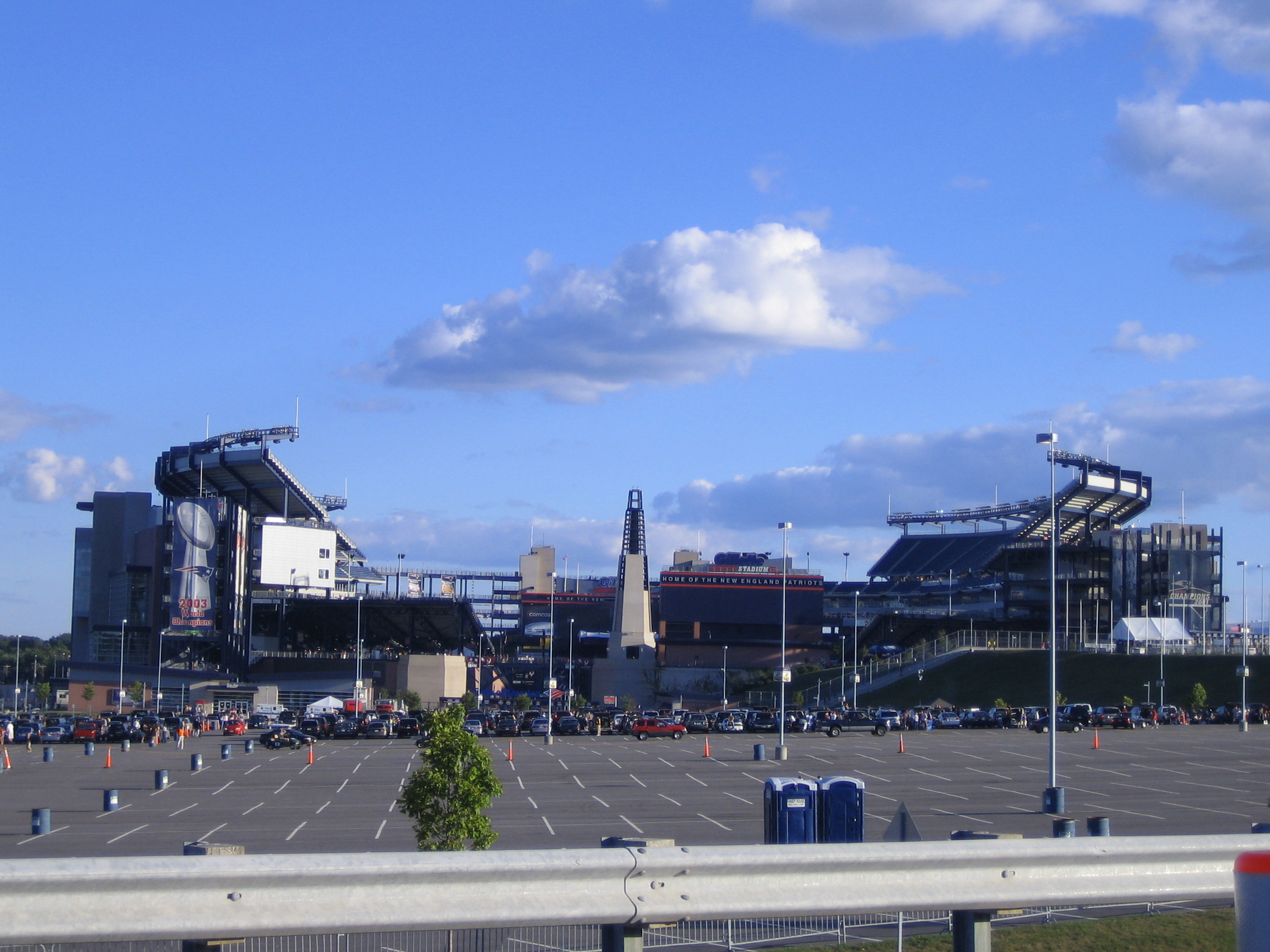
صورة لملعب جيليت من الخارج ملتقطة من مواقف السيارات.